# پیرس (دهانه)
پیرس یک دهانه برخوردی در ماه‌ است.

## دهانه‌های اقماری
این دهانه ۱ دهانه اقماری دارد.
| Peirce | عرض جغرافیایی | طول جغرافیایی | قطر          |
| ------ | ------------- | ------------- | ------------ |
| C      | ۱۸.۸° N       | ۴۹.۹° E       | ۱۹.۰ کیلومتر |